# Карл Дејвид Андерсон
Карл Дејвид Андерсон (енгл. Carl David Anderson; Њујорк, 3. септембар 1905 — Сан Марино, 11. јануар 1991) био је амерички физичар, најпознатији по открићу позитрона за шта му је 1936. године додељена Нобелова награда.

## Биографија
Рођен је у Њујорку 1905. године као син шведских емиграната.
Студирао је физику и технику на Калифорнијском институту за технологију у Пасадени и године 1930. стекао докторат. Под Миликеновим руководством почео је да испитује космичке зраке међу којима је пронашао трагове неочекиване честице која је у свему подсећала на електрон осим што је имала позитивно наелектрисање. Овај проналазак је објављен 1932. године и после тога потврђен од стране других истраживача. Директан доказ о постојању позитрона (постојање позитрона је теоријски предвидео Пол Дирак 1928. године) Андерсон је добио бомбардовањем материјала продорним гама зрацима из торијума. У тој реакцији долази до стварања електрон—позитрон парова. За тај рад 1936. године Андерсону је додељена Нобелова награда заједно са Виктором Хесом.
Исте године Андерсон и његов први докторанд (Сет Недермајер) открили су мион, (или, како је годинама називан, ’ми-мезон’) елементарну честицу са масом 207 пута већом од масе електрона. Андресон и Недермајер су првобитно веровали да су открили пион, честицу коју је Хидеки Јукава постулирао у теорији јаких интеракција. Када је постало очигледно да се не ради о пиону него о новој, неочекиваној честици, теоријски физичар Исидор Раби се гласно запитао „Ко је то поручио?”. Мион је прва из серије нових честица која је збуњивала теоријске физичаре тога доба. Проблем је био огроман па је наводно Вилис Ламб (Ламбов помак) једном приликом у шали изјавио да је до сада проналазач нове честице награђиван Нобеловом наградом али од сада би требало да плати казну од 10.000 долара.

### Одабрани радови
- Anderson, C. D. (1933). The Positive Electron. Phys. Rev. 43: 491.